# Perro de agua de Moscú
El Perro de agua de Moscú, también conocido como Cobrador de Moscú (en ruso Moskovsky Vodolaz) es una raza poco conocida derivada de las razas Terranova, pastor caucásico y el Pastor de Europa del Este.
Hoy en día se cree extinto, aunque sirvió en el desarrollo del Terrier ruso negro.
Han sido muy utilizados como perros de rescate.